# Рудня (Речицкий район)
Рудня (бел. Рудня) — посёлок в Озерщинском сельсовете Речицкого района Гомельской области Беларуси.

## География

### Расположение
В 6 км на запад от районного центра и железнодорожной станции Речица (на линии Гомель — Калинковичи), 56 км от Гомеля.

### Гидрография
На реке Ведрич (приток реки Днепр).

## Транспортная сеть
Рядом автодорога Светлогорск — Речица. Деревянная крестьянская усадьба около автодороги.

## История
По письменным источникам известен с XIX века как селение в Ровенскослободской волости Речицкого уезда Минской губернии. В 1850 году собственность казны. Согласно переписи 1897 года располагался хлебозапасный магазин. С 1919 года работала смоловарня. В 1931 году организован колхоз.

## Население

### Численность
- 2020 год — 2 хозяйства, 3 жителя.

### Динамика
- 1850 год — 14 дворов, 78 жителей.
- 1897 год — 35 дворов, 208 жителей (согласно переписи).
- 1930 год — 67 дворов, 321 житель.
- 2004 год — 1 хозяйство, 1 житель.
- 2020 год — 2 хозяйства, 3 жителя.